# Sitio de El Obeid (2023)
El sitio de El Obeid fue un conflicto militar  en la ciudad de El-Obeid, Kordofán del Norte, Sudán, durante el marco de la tercera guerra civil sudanesa. La batalla comenzó el 15 de abril de 2023 y vio a las Fuerzas de Apoyo Rápido capturar el aeropuerto de El Obeid del contingente del ejército sudanés en la ciudad. A lo largo de abril y mayo, el ejército sudanés repelió varios ataques de las FAR en la ciudad, aunque para el 30 de mayo, las FAR rodearon completamente la ciudad y la sitiaron.

## Antecedentes

### Tensiones entre las FAR y las FAS
Las Fuerzas de Apoyo Rápido (RSF, por sus siglas en inglés), que se formaron como una reconstitución de los yanjauid en 2014, aumentaron su influencia política y militar luego de un golpe militar de 2021 contra el gobierno de transición civil-militar establecido luego de la Revolución sudanesa dos años antes el denominado Consejo Soberano de Sudán. Las tensiones entre los dos líderes del golpe, el comandante del ejército sudanés Abdelfatah al Burhan y el comandante de las FAR,Mohamed Hamdan Dagalo , aumentaron a principios de 2023 por las disputas sobre la absorción de las Fuerzas de Apoyo Rápido en las Fuerzas Armadas de Sudán. Estas tensiones llegaron a un punto crítico el 15 de abril de 2023, a pesar de los intentos de paz. Las fuerzas de las FAR se hicieron con el control del Aeropuerto Internacional de Jartum, las bases sudanesas en Merowe y atacaron a los soldados sudaneses en Darfur y el sur de Sudán, incluido El Obeid.

## Sitio

### Escaramuzas iniciales (15 y 16 de abril)
Las RSF reclamaron el control del aeropuerto de El Obeid el 15 de abril, el primer día de las hostilidades, junto con los aeropuertos de Jartum y Merowe. El Sindicato de Médicos de Sudán y las morgues locales declararon ese mismo día que trece personas murieron en la ciudad y veinte más resultaron heridas. Tres personas más murieron y once resultaron heridas el 16 de abril. El 17 de abril, las fuerzas sudanesas en El Obeid afirmaron haber destruido varios sitios de las FAR en la ciudad en los días anteriores, y los residentes informaron que el día fue de "calma cautelosa". El hospital local, el hospital El Daman, cerró después de que los soldados sudaneses lo asaltaran en los días anteriores. Los soldados de las FAR ordenaron a los civiles el 17 de abril que evacuaran los vecindarios que rodean el aeropuerto ahora destruido debido a la posibilidad de nuevos enfrentamientos. Entre el 17 y el 19 de abril, la situación en El Obeid estuvo relativamente tranquila.

### Ofensiva de las FAR en la ciudad (20-23 de abril)
Los enfrentamientos se intensificaron a las 9:00 a. m. del 20 de abril en la ciudad luego de una ofensiva de las FAR contra el sur, el oeste y el norte de la ciudad, y los civiles afirmaron que se produjeron feroces combates en el mercado de El Obeid y en el cuartel general de la 5.ª división de infantería del ejército sudanés, junto con ataques en los barrios del norte. Un ataque de las FAR contra policías ese día mató a 20 e hirió a 40, con un número desconocido de civiles heridos y muertos. Fuentes en El Obeid, incluidos médicos y el sindicato local de médicos, afirmaron que al menos 30 civiles murieron y 70 resultaron heridos desde que comenzaron los combates el 15 de abril. Varias casas también fueron destruidas en los ataques aéreos del ejército sudanés en la ciudad. A pesar de un alto el fuego a nivel nacional en vigor desde el 20 de abril, un trabajador de la Organización Internacional para las Migraciones fue asesinado por fuego cruzado en El Obeid el 21 de abril Videos publicados ese mismo día por Al-Arabiya mostraban el alcance de la destrucción en la ciudad. Para el 23 de abril, muchos civiles que vivían en el barrio de al-Bant habían huido y unas 400 familias buscaron refugio en la escuela de al-Shorouk. Otras escuelas de la ciudad también albergaban a refugiados. Ese mismo día, el ejército sudanés declaró el control total de El Obeid.
El 25 de abril, los residentes de El Obeid comenzaron los entierros de civiles y soldados muertos en los combates. El gobernador de Kordofán del Norte , Fadlallah Mohammed Ali al-Tom, también convocó reuniones de emergencia con la seguridad del estado y otros funcionarios con respecto a la batalla en El Obeid, además de declarar el estado de toque de queda y la prohibición del contrabando. al-Tom declaró que al menos 100 civiles resultaron heridos en la reanudación de los combates. El 27 de abril, la Catedral de El Obeid resultó dañada en enfrentamientos. A pesar de la prohibición del contrabando, los saqueos eran frecuentes en El Obeid a principios de mayo y los almacenes humanitarios estaban siendo allanados. A principios de mayo, los residentes de El Obeid afirmaron que los oficiales del ejército sudanés advirtieron sobre la posibilidad de enfrentamientos y ordenaron a los civiles que no asistieran al mercado principal.

### Segunda ofensiva y escaramuzas de las FAR (4 al 23 de mayo)
El 4 de mayo, las fuerzas de las RSF lanzaron un segundo ataque contra la ciudad desde el este y el oeste, y se produjeron enfrentamientos en el cuartel general de la 5.ª División de Infantería y el barrio de al-Abyad. Los hospitales locales informaron que 12 personas murieron y 30 resultaron heridas, excluyendo a los heridos que no pudieron llegar al hospital. De los doce asesinados, siete eran niños. Cinco soldados sudaneses murieron en un ataque de las RSF a un centro de entrenamiento en el oeste de la ciudad. En los nuevos ataques, las fuerzas de las RSF tomaron el control del barrio de al-Bant y se produjeron fuertes bombardeos en la plaza Shikan y el barrio de al-Wahda. Tres civiles también murieron en un ataque en el barrio de al-Sahwa. Los analistas sugirieron que las RSF intentaron incursiones intensas en El Obeid para cortar las crecientes batallas en Darfur y Jartum. El ejército sudanés afirmó haber repelido el ataque, aunque las escaramuzas continuaron en los días posteriores.
El 7 de mayo, 15 personas murieron en un ataque de las FAR en un pueblo cerca de El Obeid. Para el 16 de mayo, el hospital El Haman era el único hospital en El Obeid y funcionaba al 50% de su capacidad. Mientras tanto, el cierre de los mercados de la ciudad y los enfrentamientos en las afueras provocaron el colapso del mercado de la goma arábiga, un elemento básico de la economía en El Obeid. Una escaramuza el 23 de mayo permitió a las RSF consolidar el control sobre las carreteras que conducen al sur y al oeste de la ciudad. A fines de mayo, las RSF comenzaron a hacer tratos con los líderes tribales que rodean El Obeid para proteger la ciudad de los refuerzos del ejército sudanés.

### Asedio de El Obeid (30 de mayo en curso)
Los enfrentamientos estallaron de nuevo el 30 de mayo, después de un intento fallido de las FAR de capturar el aeropuerto de El Obeid. Sin embargo, tuvo éxito otro ataque de las RSF en el mercado árabe de la ciudad. Tres civiles murieron en el ataque al aeropuerto. El 2 de junio, los almacenes del Programa Mundial de Alimentos fueron saqueados y la organización emitió un comunicado deplorando el ataque. Para el 8 de junio, las escuelas que albergaban a los refugiados habían cerrado y la ciudad se quedó sin electricidad ni agua. Las tasas de mortalidad infantil en la ciudad se habían disparado. Los suministros humanitarios no pudieron llegar a la ciudad debido a las incursiones de las fuerzas de las RSF en las carreteras entre El Obeid y el estado del Nilo Blanco. El 13 de junio, las fuerzas de las RSF capturaron la carretera nororiental que conduce a El Obeid, cerca de la ciudad de Bara. Los milicianos de las RSF intentaron secuestrar automóviles de los civiles de Bara, pero estallaron las protestas. Las RSF también llevaron a cabo ataques en El Rahad. Sin embargo, la electricidad se restableció en El Obeid el 13 de junio.
Los residentes de El Obeid declararon el 14 de junio que el ejército sudanés lanzó ataques aéreos contra las posiciones de las RSF en la ciudad. Esto fue seguido el 15 de junio por bombardeos aéreos de las SAF, que desplazaron a 64 familias. Los combates continuaron también en El Rahad, con civiles cavando trincheras para defenderse de los ataques de las RSF. Solo un día después, el 16 de junio, la muerte de seis presuntos combatientes de las RSF a manos de civiles en El Rahad, y el ataque de represalia de las RSF que mató a cuatro, provocó la huida de muchos civiles en El Rahad. A mediados de junio, veinte civiles habían muerto en los nuevos ataques.
El 14 de agosto, apareció un video de soldados de las SAF de la 5.ª división celebrando el 69 aniversario de la fundación de las Fuerzas Armadas Sudanesas, con el comandante General de División Faisal Alhassan en diferentes partes de la ciudad. para el 1 de septiembre, se informó que las RSF ya no estaban dentro de los límites de la ciudad de El Obeid, pero los enfrentamientos en las afueras a fines de agosto mataron a 14 civiles e hirieron a diecisiete más. Los combates cesaron el 31 de agosto.  A pesar del control total de las SAF de la ciudad, las tensiones seguían siendo altas en el Gran Mercado, y la electricidad estaba cortada en la ciudad.